# Walla Walla East
Walla Walla East az Amerikai Egyesült Államok északnyugati részén, Washington állam Walla Walla megyéjében elhelyezkedő statisztikai település. A 2010. évi népszámlálási adatok alapján 1672 lakosa van.

## Népesség
A település népességének változása:
| Lakosok száma | 2479 | 1672 | 2286 |
|               | 2000 | 2010 | 2020 |